# Рюті-бай-Бюрен
Рюті-бай-Бюрен (нім. Rüti bei Büren) — громада  в Швейцарії в кантоні Берн, адміністративний округ Зееланд.

## Географія
Громада розташована на відстані близько 23 км на північ від Берна.
Рюті-бай-Бюрен має площу 6,5 км², з яких на 9,5% дозволяється будівництво (житлове та будівництво доріг), 49,1% використовуються в сільськогосподарських цілях, 38,2% зайнято лісами, 3,2% не є продуктивними (річки, льодовики або гори).

## Демографія
2019 року в громаді мешкало 857 осіб (+2,9% порівняно з 2010 роком), іноземців було 10,6%. Густота населення становила 132 осіб/км².
За віковим діапазоном населення розподілялося таким чином: 18,8% — особи молодші 20 років, 60% — особи у віці 20—64 років, 21,2% — особи у віці 65 років та старші. Було 384 помешкань (у середньому 2,2 особи в помешканні).
Із загальної кількості 549 працюючих 40 було зайнятих в первинному секторі, 162 — в обробній промисловості, 347 — в галузі послуг.